# Юрматы (Ишимбай)
Юрматы — микрорайон города Ишимбая, расположенный в его восточной части.
Микрорайон Юрматы подразделяется на две части — Юрматы-1 и Юрматы-2. Граничит с Майским, Алебастровым и Южным.

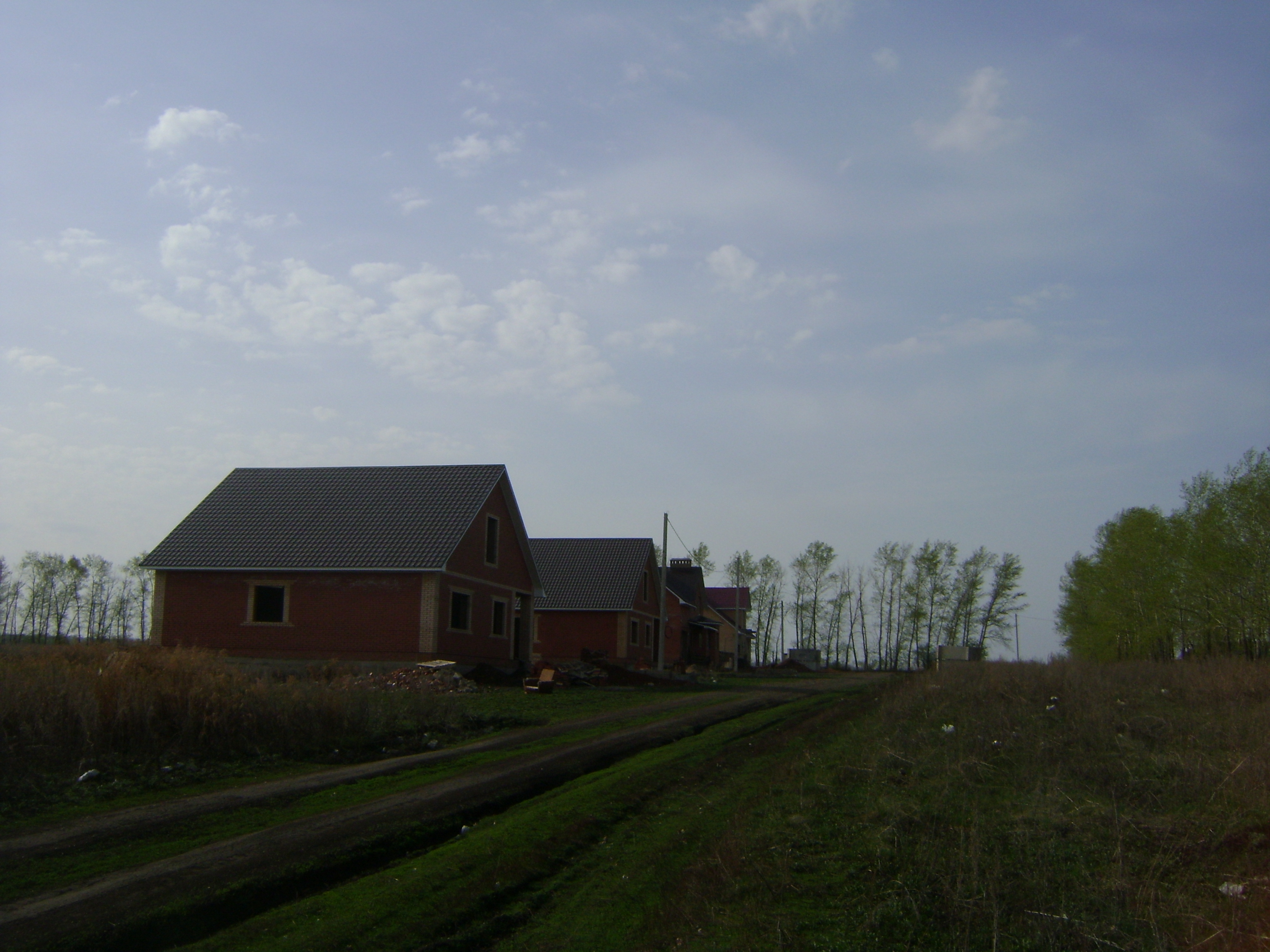
Строительство второй части микрорайона

## Улицы
Большинство улиц в микрорайоне названы в честь ишимбайских заслуженных нефтяников. Названия были предложены по ходатайству НГДУ «Ишимбайнефть».
- улица Андрея Рябова
- улица Булата Рафикова
- улица Валентина Шашина
- улица Романа Бучацкого
- Майская улица
- улица Маннанова (название утверждено Решением Совета муниципального района Ишимбайский район Республики Башкортостан от 20 мая 2011 г. № 35/508[4]
- улица Миниахмета Гайфуллина
- Молодёжная улица
- улица Мустая Карима
- улица Пушкина
- улица Тимербулата Халикова
- улица Толстого
- улица Сайранова[4]
- улица Черных[4]
- Юрматынская улица

## Современное состояние
В 2008 году в микрорайоне наблюдалась высокая стоимость квадратного метра жилья. Стоимость обходилась в 12 тысяч за метр.
В настоящее время, Юрматы — современный застраивающийся микрорайон. Ведётся коттеджная застройка на условиях долевого участия застройщиков. Средства на строительство выделяют из городского и из республиканского бюджетов.
Юрматы — наиболее перспективный микрорайон для развития жилищного строительства и промышленной инфраструктуры. Имеется нехватка энергетических мощностей, для чего необходимо построить трансформаторную подстанцию мощностью до 15 МВт. Площадь осваиваемых территорий во второй части микрорайона составляет 22,9 га, ввод жилья 16 тыс. м².
Система электроснабжения выполнена в виде воздушной линии по бетонным столбам.
Система центральной канализации отсутствует.
В конце октября 2019 года в микрорайоне Юрматы-2 завершен монтаж сетей газораспределения и водоснабжения. 01.11.2019 была выполнена подача газа в жилые дома.
В 2022 году жители микрорайона просили чиновников построить детскую площадку на ул. Б. Рафикова, тротуар от улицы Крылова до Смакаевской дороги, установить светофор на пересечении улиц Крылова и Льва Толстого, проложить автобусный маршрут через Юрматы, отсыпать улицу М. Гайфуллина от улицы Молодёжной до улицы Пушкина.